# Dustin Gazley
Dustin James Gazley (* 3. Oktober 1988 in Novi, Michigan) ist ein italo-amerikanischer Eishockeyspieler, der seit 2020 beim HC Bozen aus der ICE Hockey League (ICEHL) unter Vertrag steht und dort auf der Position des Flügelstürmers spielt.

## Karriere
Dustin Gazley wurde in Novi im US-Bundesstaat Michigan geboren. Zunächst spielte er in regionalen Juniorenteams. 2004 wurde er bei der OHL Priority Selection vom Saginaw Spirit in der zehnten Runde als insgesamt 182. Spieler gezogen, wechselte aber nie in die Ontario Hockey League. Von 2007 bis 2011 besuchte der Verteidiger die Michigan State University, für deren Eishockeymannschaft er in der damaligen Central Collegiate Hockey Association spielte.
Im März 2011 gab der Stürmer sein Profidebüt für die Greenville Road Warriors in der ECHL. Zur folgenden Spielzeit wechselte er zum Ligarivalen Elmira Jackals. Gleich in seiner ersten Spielzeit wurde Gazley als ECHL Leading Scorer und bester Vorbereiter der Saison folgerichtig auch in das First All-Star Team und das All-Rookie Team der Liga gewählt und als ECHL Rookie of the Year mit der John A. Daley Memorial Trophy ausgezeichnet. Im Folgejahr wurde er für das ECHL All-Star Game nominiert, spielte aber zeitgleich auch für die Binghamton Senators in der American Hockey League. 2013 wechselte er zum AHL-Klub Hershey Bears, für den er fünf Jahre lang spielte. Im ersten Jahr stand der Angreifer daneben auch beim ECHL-Team Reading Royals auf dem Eis.
Im Sommer 2018 verließ Gazley Nordamerika und schloss sich dem EC Red Bull Salzburg aus der Erste Bank Eishockey Liga (EBEL) an. Nach einem Jahr im Alpenland wechselte er zum Mora IK in zweitklassige schwedische HockeyAllsvenskan. Bereits 2020 kehrte er in die nun als ICE Hockey League firmierende EBEL zurück, wo er seither beim italienischen Vertreter HC Bozen spielt.

### International
Für Italien nahm Gazley nach seiner Einbürgerung erstmals an der Weltmeisterschaft der Division IA 2024 teil. Dabei sammelte er in fünf Turnierspielen drei Scorerpunkte. Bei der Weltmeisterschaft der Division IA 2025 gelang dem Stürmer mit dem Team der Aufstieg in die Top-Division. Dazu steuerte er vier Torvorlagen bei.

## Erfolge und Auszeichnungen
| - 2012 ECHL-Rookie des Monats Februar - 2012 ECHL Leading Scorer - 2012 Bester Vorlagengeber der ECHL-Regular-Season - 2012 John A. Daley Memorial Trophy | - 2012 ECHL First All-Star Team - 2012 ECHL All-Rookie Team - 2013 Teilnahme am ECHL All-Star Game - 2013 ECHL Plus Performer des Monats Januar |

### International
- 2025 Aufstieg in die Top-Division bei der Weltmeisterschaft der Division IA

## Karrierestatistik
Stand: Ende der Saison 2024/25

### International
Vertrat Italien bei:
- Weltmeisterschaft der Division IA 2024
- Weltmeisterschaft der Division IA 2025

(Legende zur Spielerstatistik: Sp oder GP = absolvierte Spiele; T oder G = erzielte Tore; V oder A = erzielte Assists; Pkt oder Pts = erzielte Scorerpunkte; SM oder PIM = erhaltene Strafminuten; +/− = Plus/Minus-Bilanz; PP = erzielte Überzahltore; SH = erzielte Unterzahltore; GW = erzielte Siegtore; 1 Play-downs/Relegation; Kursiv: Statistik nicht vollständig)